# غونتر ماير
غونتر ماير (بالألمانية: Günther Meier)‏ (26 يوليو 1941 بنورنبرغ في ألمانيا - ) هو ملاكم ألماني. شارك في الألعاب الأولمبية الصيفية 1968 والألعاب الأولمبية الصيفية 1972.

## وصلات خارجية
- غونتر ماير على موقع اللجنة الأولمبية الدولية (الإنجليزية)
- غونتر ماير على موقع أوليمبيديا (الإنجليزية)